# Campionati del mondo di ciclismo su pista 2021 - Scratch maschile
La gara di scratch maschile ai campionati del mondo di ciclismo su pista si è svolta il 21 ottobre 2021, su un percorso di 60 giri per un totale di 15 km. È stata vinta dal francese Donavan Grondin che ha completato la prova in 16'59" alla media di 52,993 km/h.

## Podio
| Pos.    | Atleta          | Nazionalità   |
| ------- | --------------- | ------------- |
| Oro     | Donavan Grondin | Francia       |
| Argento | Tuur Dens       | Belgio        |
| Bronzo  | Rhys Britton    | Gran Bretagna |

## Risultati
| Posizione | Atleta                 | Nazione               | Giri persi |
| --------- | ---------------------- | --------------------- | ---------- |
| 1         | Donavan Grondin        | Francia               |            |
| 2         | Tuur Dens              | Belgio                |            |
| 3         | Rhys Britton           | Gran Bretagna         |            |
| 4         | Roy Eefting            | Paesi Bassi           |            |
| 5         | Kazushige Kuboki       | Giappone              |            |
| 6         | Daniel Babor           | Rep. Ceca             |            |
| 7         | Tim Torn Teutenberg    | Germania              |            |
| 8         | Tobias Hansen          | Danimarca             |            |
| 9         | Elia Viviani           | Italia                |            |
| 10        | Rui Oliveira           | Portogallo            |            |
| 11        | Sebastián Mora         | Spagna                |            |
| 12        | Robin Froidevaux       | Svizzera              |            |
| 13        | Sergej Rostovcev       | Fed. Ciclistica Russa |            |
| 14        | Jaŭheni Karalëk        | Bielorussia           |            |
| 15        | Roman Gladyš           | Ucraina               |            |
| 16        | Bartosz Rudyk          | Polonia               |            |
| 17        | Krisztián Lovassy      | Ungheria              |            |
| 18        | Maximilian Schmidbauer | Austria               |            |
| 19        | Gavin Hoover           | Stati Uniti           |            |
| 20        | Yacine Chalel          | Algeria               | −1         |
| 21        | Akil Campbell          | Trinidad e Tobago     | −1         |
| 22        | Martin Chren           | Slovacchia            | −1         |